# Tào Tham
Tào Tham (chữ Hán: 曹参; ?-190 TCN) tự là Kính Bá, người huyện Bái (nay là huyện Bái, tỉnh Giang Tô), là công thần khai quốc nhà Tây Hán trong lịch sử Trung Quốc.

## Diệt Tần
Thời nhà Tần, Tào Tham nhận chức quản ngục ở huyện Bái. Năm 209 TCN thời Tần Nhị Thế nổ ra cuộc khởi nghĩa của Trần Thắng, Ngô Quảng. Nông dân ở huyện Bái cũng nhất tề hưởng ứng. Tào Tham cùng Tiêu Hà, Phàn Khoái tôn Lưu Bang làm Bái Công cùng đứng lên khởi nghĩa. Tào Tham tham gia rất nhiều trận đánh.
Lúc Lưu Bang mới khởi nghĩa, Tào Tham đem quân đánh các vùng Hồ Lăng, Phương Dư, phá quân Tần của Tư Mã Cự, Chương Hàm, giết thái thú Tam Xuyên là Lý Do. Ông được thăng chức Chấp Bạch, hiệu Kiến Thành Quân, chuyển về Thích huyện. đây là giai đoạn đầu tham chiến của Tào Tham.
Năm 208 TCN, khi Sở Hoài Vương phong Lưu Bang làm quận trưởng, Tào Tham theo Lưu Bang đem quân vào Quan Trung đánh các vùng Thành Vũ, Giang Lý, Khai Phong phá được quân nhà Tần của Đông quận úy Vương Ly, Triệu Bí, Dương Hùng, bắt sống thái thú, tư mã, ngự sử của Nam Dương, đánh tận vào Hàm Dương diệt nhà Tần. Tào Tham được phong là Chấp Khuê và đây cũng là giai đoạn tham chiến thứ hai của Tào Tham.
Năm 206 TCN, khi diệt xong nhà Tần, Lưu Bang lên làm Hán Vương, Tào Tham được phong chức Kiến Thành Hầu, đến Hán Trung được thăng làm Tướng quân.

## Đánh Sở
Chiến tranh Hán Sở giữa Lưu Bang và Hạng Vũ bùng nổ. Tào Tham theo Hán Vương bình định Tam Tần, đánh các chư hầu theo Hạng Vũ là Chương Hàm, Tư Mã Hân và Đổng Ế, đánh được các vùng Hạ Biện, Cố Đạo và cả vùng Ung . Năm 205 TCN, sau khi Lưu Bang bị Hạng Vũ đánh bại, bị thua lớn ở Bành Thành, cánh Vương Vũ, Trình Xử, Trụ Thiên quay lại phản Hán, đều bị Tào Tham giết chết, rồi thu quân về Vinh Dương.
Năm 204 TCN, Lưu Bang phong Tào Tham làm Giả tả thừa tướng, đóng quân ở Quan Trung. Vài tháng sau Ngụy Vương Báo làm phản, Tào Tham theo Hàn Tín qua sông đánh Ngụy. Ông cùng Hàn Tín đại phá quân Ngụy, bắt sống Ngụy Vương Báo, lấy được đất Nguỵ.
Sau đó hai tướng thừa thắng giết luôn được cả tướng quốc nước Đại là Hạ Duyệt - thủ hạ của Trần Dư ở nước Triệu. Hàn Tín dẫn quân về phía đông đánh Triệu, Tào Tham ở lại giữ đất và tìm giết được tàn quân của tướng Ngụy là Đại Thích ở Ô Thành. Khi Hàn Tín phá được Triệu, Lưu Bang phong Hàn Tín làm Tướng quốc, Tào Tham cũng được thăng chức làm Hữu thừa tướng. Ông cũng góp công lớn trong trận chiến Duy Thủy tiêu diệt 20 vạn quân Triệu góp phần làm cho cán cân lực lượng nghiêng hẳn về phía Hán.

## Phò Tề
Sau khi kết thúc chiến tranh Hán-Sở, Tào Tham được phong chức Bình Dương Hầu, và làm tướng quốc nước Tề phò trợ Tề vương Lưu Phì dựng nước. Tề là một nước lớn, người đông lại qua nhiều năm chiến tranh liên miên, dụng ý của Lưu Bang là muốn lưu Tào Tham ở lại là muốn Tham dùng sức mạnh quân sự để ổn định tình hình và phát triển đất nước, tuy nhiên Tào Tham dùng theo kế của Hoàng Lão Cái Công, không cần dùng đến vũ lực vẫn làm cho nước Tề an định.
Tào Tham vốn là một võ tướng. Khi Hán Cao Tổ Lưu Bang phong con cả là Lưu Phì làm Tề Vương, liền cử Tào Tham đi theo làm thừa tướng cho Lưu Phì. Lúc đó, chiến tranh vừa kết thúc, Tào Tham đến Tề liền triệu tập hơn một trăm phụ lão và nho sinh, hỏi họ xem nên cai trị trăm họ như thế nào. Mỗi người nói một cách, không biết nên nghe theo ai. Sau Tào Tham nghe nói ở Tề có một ẩn sĩ nổi tiếng, là Cái Công. Tào Tham liền mời đến thỉnh giáo. Cái Công là người tin theo học thuyết Hoàng Lão (tức Hoàng Đế và Lão Tử), chủ trương việc cai trị thiên hạ là phải thanh tĩnh vô vi, để dân chúng được sống yên ổn. Tào Tham nghe theo lời Cái Công, gắng sức không làm phiền nhiễu dân chúng. Ông làm thừa tướng ở Tề trong chín năm, hơn bảy mươi thành trì ở Tề đều yên.
Tiêu Hà mất, Hán Huệ Đế lập tức gọi Tào Tham về Trường An, phong làm tướng quốc. Tào Tham vẫn vận dụng chính sách thanh tĩnh vô vị, hoàn toàn giữ nguyên mọi luật lệ qui định của Tiêu Hà, không thay đổi chút gì.
Một số đại thần thấy Tào Tham dường như không làm gì cả, thì tỏ ra nôn nóng, có người gặp Tào Tham đề xuất ý kiến. Nhưng lần nào họ đến nhà, Tào Tham cũng chỉ mời uống rượu, hễ ai muốn bàn chuyện quốc gia đại sự, Tào Tham đều nói lảng sang chuyện khác, khiến không ai nói được gì. Cuối cùng, khách khứa ai cũng say khướt đi về mà không kịp nói gì cả.
Hán Huệ Đế thấy Tào Tham như thế, thì cho là ông già rồi, có ý coi thường và trong lòng cũng thấy không yên.
Con Tào Tham là Tào Truất phục vụ Hán Huệ Đế trong hoàng cung. Hán Huệ Đế dặn dò: "Khi ngươi về nhà tìm cách hỏi cha ngươi rằng: Cao Tổ đã chầu trời, đương kim hoàng thượng thì còn trẻ, mọi việc quốc gia đại sự đều trông cậy vào tướng quốc là cha. Thế mà cha ngày nào cũng uống rượu, không làm việc gì cả. Cứ như thế mãi thì làm sao cai trị được thiên hạ? Xem cha ngươi trả lời ra sao".
Tào Truất về nhà, theo lời dặn của Hán Huệ Đế, lựa cơ hội hỏi Tào Tham. Tào Tham vừa nghe đã nổi nóng, mắng: "Nhãi ranh như mày thì biết cái gì mà dám lảm nhảm về chuyện quốc gia đại sự! "Nói rồi gọi đầy tớ mang gậy đến đánh cho Tào Truất một trận. Tào Truất không hiểu sao mình bị đánh; cảm thấy oan ức, khi trở về cung, liền than thở với Hán Huệ Đế. Hán Huệ Đế rất không vui.
Hôm sau, khi lâm triều, Hán Huệ Đế nói với Tào Tham: "Lời Tào Truất nói với tướng quốc, chính là ta bảo hắn nói đấy. Tại sao tướng quốc lại đánh hắn?" Tào Tham nhận tội, rồi nói: "Thần xin phép hỏi bệ hạ, bệ hạ so với Cao Tổ thì ai sáng suốt hơn?" Hán Huệ Đế trả lời: "Điều đó cần gì phải hỏi. Ta Làm sao so sánh được với Cao hoàng đế". Tào Tham lại hỏi: "Thế tôi so với Tiêu tướng quốc thì thế nào?" Hán Huệ Đế bật cười trả lời: "Có vẻ không bằng Tiêu tướng quốc".
Tào Tham nói: "Bệ hạ nói đều rất đúng. Bệ bạ không bằng Cao hoàng đế, tôi không bằng Tiêu tướng quốc. Sau khi bình định thiên hạ, đã định sẵn một loạt quy chương chế độ, chúng ta cứ theo thế mà thực hiện không để sai sót là được, cần gì phải sửa đổi thêm bớt gì nữa".
Hán Huệ Đế lúc đó mới hiểu rõ ý định của Tào Tham. Do đó đương thời có người làm ca dao để ca ngợi Tiêu Hà và Tào Tham. Lịch sử gọi sự kiện đó là "Tiêu quy Tào tùng" (Tiêu Hà định ra quy chương chế độ, còn Tào Tham thì theo đó mà vận dụng).
Năm 193 TCN thời Hán Huệ Đế, thừa tướng Tiêu Hà mất, Tào Tham được mời về làm Thừa tướng nhà Hán. Năm 190 TCN, ông mất, không rõ bao nhiêu tuổi.